# Rosemary Little
Rosemary Little es una atleta paralímpica australiana. Ganó una medalla de bronce en el evento de carrera en silla de ruedas en los Juegos Paralímpicos de verano 2012, y también compitió en ciclismo adaptado. Representó a Australia en los Juegos de Río 2016 en atletismo.

## Biografía
Little nació el 27 de agosto de 1982 en Mackay, Queensland, y es de West Pennant Hills, Nueva Gales del Sur. Tiene una lesión cerebral como resultado de un virus cerebral. En 2012 se matriculó en la Universidad de Sídney en un programa de terapia ocupacional y simultáneamente en la Universidad Macquarie, para obtener una licenciatura en comercio electrónico.

## Atletismo
Little es una competidora de carreras en sillas de ruedas clasificada T34. Comenzó a competir en atletismo en 2003. Originalmente clasificada T33, trató de calificar para los Juegos Paralímpicos de verano 2004, pero perdió el tiempo de calificación por 0.02 segundos. En 2011, entrenó seis días a la semana en Parramatta Park.
Compitió en el City2Surf 2011, donde chocó con otro competidor y dañó su silla de ruedas de carreras. Esto puso en riesgo su campaña paralímpica de 2012, ya que tuvo que adquirir los fondos, alrededor de A $ 8,000, para reemplazar su silla antes de poder competir nuevamente. Luego de una apelación en el periódico, encontró los fondos para reemplazarla.  Representó a Australia por primera vez en 2012. Ese año compitió en el circuito de sillas de ruedas Summer Down Under de Australia. Participó en el Campeonato Australiano de Atletismo de 2012, estableciendo un récord no oficial en el evento de 100 metros con un tiempo de 20.60 segundos. En julio, compitió en las pruebas de pista y campo paralímpicas de los Estados Unidos, terminando segunda en el evento de 100 metros y tercera en el evento de 200 metros. Fue seleccionada para representar a Australia en los Juegos Paralímpicos de verano 2012 en atletismo.
En los Juegos de 2012 compitió en los eventos T34 de 100 m y 200 m femeninos, ambos eventos combinando las clases T33 / T34. Obtuvo un tiempo récord mundial T33 en 100 m; luego fue reclasificada a T34 y su registro fue anulado. Ganó una medalla de bronce en la final de los 100 m.  

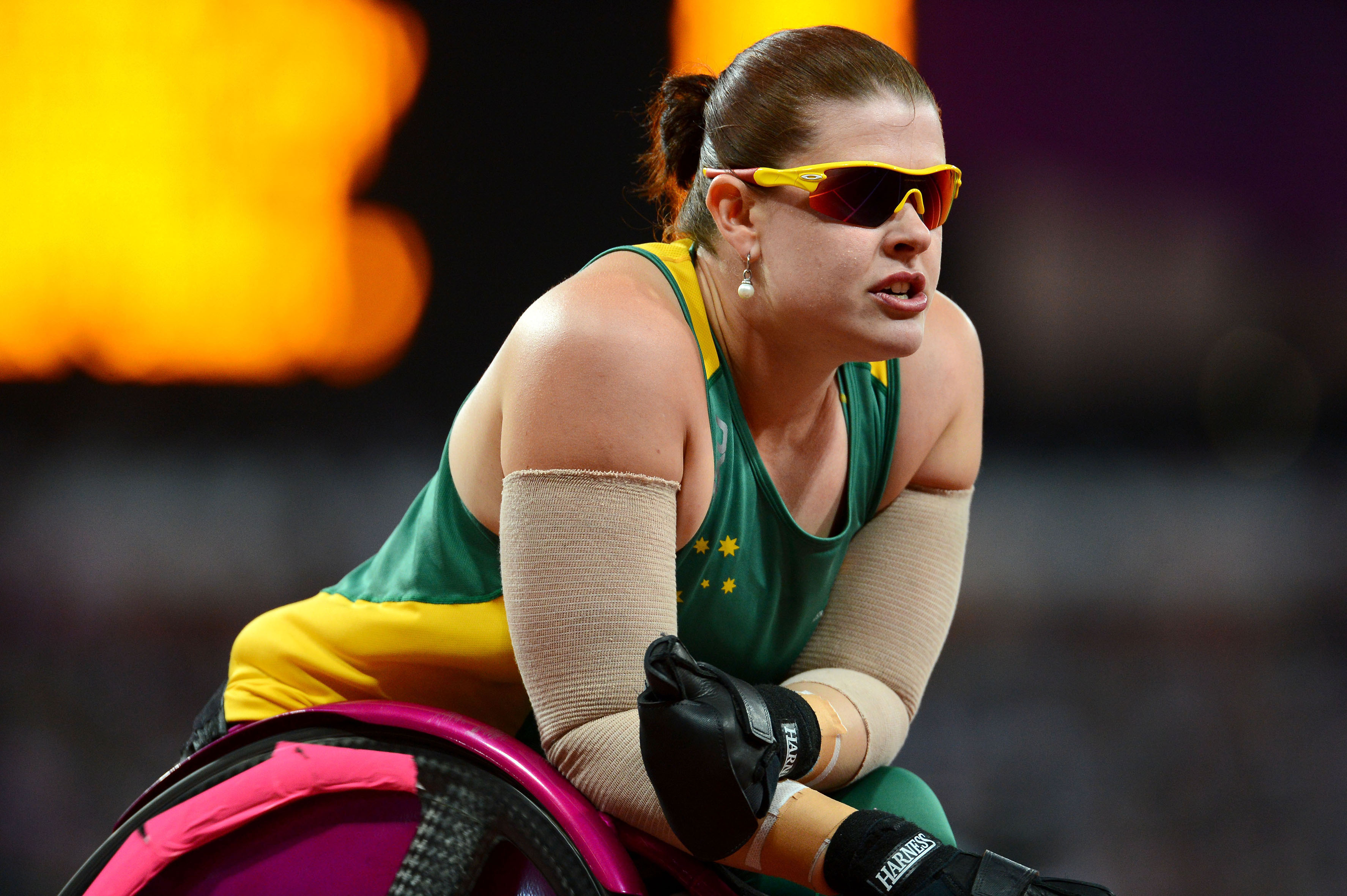
En los Juegos Paralímpicos de 2012 en Londres

En el Campeonato Mundial de Atletismo IPC 2013 en Lyon, Francia, ganó una medalla de plata en el evento T34 de 200 m femenino y el T34 de 100 m femenino. Después de recoger la medalla de bronce, comentó: Tengo distonía que causa espasmos en mis manos y eso significa que los 100 metros nunca son mi evento favorito porque recuperar los brazos puede ser bastante difícil. Hoy, por ejemplo, me perdí los primeros 10 empujones y eso es algo que tengo que aprender a enfrentar Esperemos que el programa para Río incluya los 400m y 800m, pero si eso no sucede, seguiré trabajando para hacerlo aún mejor en los cortos sprints cuando lleguemos allí.  Atribuyó sus mejores actuaciones a su nuevo entrenador Louise Sauvage.
En los Juegos Paralímpicos de verano de Río 2016, Little compitió en tres eventos de pista T34, 100 m, 400 m y 800 m. El sprint de 100 metros fue su primer evento en el tercer día de los juegos. Se colocó en quinto lugar con un tiempo de 19.05, comentando después que no fue su mejor actuación, "Tuve un mal comienzo y no fue mi mejor evento, me tomó un tiempo comenzar", dijo. En el evento de 400 m, quedó en cuarto lugar con un registro de 1: 01.91 y en los 800 m también ocupó el cuarto lugar con 2: 04.10.